# Grande Torino
(Indro Montanelli, dal Corriere della Sera del 7 maggio 1949)

Gli invincibili del Grande Torino pluricampione d'Italia

Con il nome di Grande Torino si indica la squadra di calcio italiana del Torino Football Club, all'epoca chiamata Associazione Calcio Torino, nel periodo storico compreso negli anni quaranta del XX secolo, pluricampione d'Italia, i cui giocatori erano la colonna portante della nazionale italiana nonché una delle formazioni italiane più forti di quel decennio, e che ebbe tragico epilogo il 4 maggio 1949, in quella sciagura aerea nota come la tragedia di Superga nella quale l'intera squadra perse la vita.
Con questo nome, benché si identifichi comunemente la squadra che perì nella sciagura, si usa definire l'intero ciclo sportivo, durato otto anni, che ha portato alla conquista di cinque scudetti consecutivi e di una Coppa Italia.
Nel 2015 la FIFA ha proclamato il 4 maggio "Giornata mondiale del calcio" in ricordo della sciagura di Superga.

## Storia

### L'arrivo di Ferruccio Novo

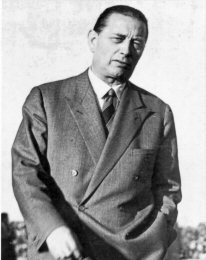
Ferruccio Novo

All'estate del 1939 è associata la nascita del Grande Torino, quando l'industriale Ferruccio Novo assunse la presidenza del AC Torino succedendo all'Ing. Giovanni Battista Cuniberti. Per Novo si trattò di un ritorno al passato: giocò infatti al Toro da giovanissimo (nel 1913) senza però riuscire mai a raggiungere la prima squadra.
Le prime mosse in granata furono quelle di riorganizzare la società ispirandosi alla politica sportivo-imprenditoriale istituita con notevole successo da Edoardo Agnelli nella Juventus durante la prima metà degli anni 1930 e, seguendo i suggerimenti di Vittorio Pozzo, rendere la gestione più simile ai modelli delle squadre inglesi, allora all'avanguardia: si circondò di collaboratori competenti, come gli ex giocatori Antonio Janni, Mario Sperone (Campioni d'Italia del 1928) e Giacinto Ellena; a Rinaldo Agnisetta (allora direttore di una azienda di trasporti) venne affidato il ruolo di amministratore delegato; Roberto Copernico fu chiamato al ruolo di consigliere; all'inglese Leslie Lievesley andò il ruolo di allenatore delle giovanili, mentre la guida tecnica fu affidata a Ernest Egri Erbstein (che collaborò lungamente in incognito a causa delle leggi razziali in vigore).
Il primo acquisto di spessore effettuato da Novo fu il diciottenne Franco Ossola (prelevato per 55.000 lire dal Varese, dietro consiglio di Janni): l'attaccante fece il suo esordio il 4 febbraio 1940, in Novara-Torino 0-1.

### Il calcio e l'Italia in guerra
L'Italia, che sino ad allora era rimasta alla finestra, il 10 giugno 1940 entrò nel conflitto mondiale al fianco della Germania.Mussolini era talmente sicuro che si sarebbe trattato di una "guerra lampo" che giustificò così la scelta di non reclutare soldati tra i calciatori: "Servono più sui prati che all'esercito".
L'anno successivo Ossola mostrò il proprio valore: concluse la stagione con 15 reti in 22 presenze e il Toro terminò al settimo posto con 30 punti, 9 in meno del Bologna Campione d'Italia. I soldi per il calcio erano pochi, e Novo giocò d'anticipo. In vista del campionato 1941-1942 portò in granata ben cinque nuovi giocatori: dall'Ambrosiana-Inter per 250 000 lire arrivò Ferraris II, l'ala sinistra della Nazionale campione del mondo 1938; dalla Fiorentina, su suggerimento di Ellena, arrivò Romeo Menti, un'ala veloce con facilità di piede e tiro potentissimo; quindi Alfredo Bodoira, Felice Borel e Guglielmo Gabetto, un terzetto proveniente dai concittadini bianconeri.

### Dal "metodo" al "sistema"

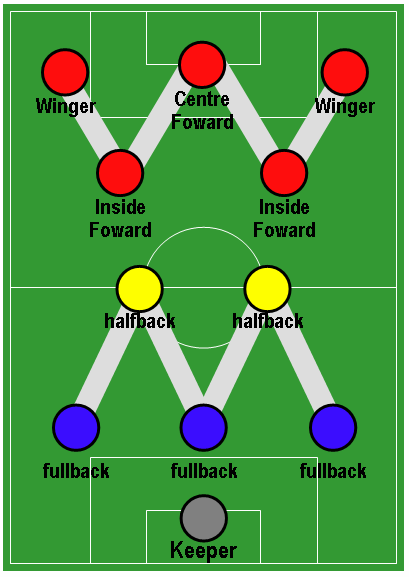
Schema di gioco con il "Sistema"

Borel (che in futuro avrebbe ricoperto il ruolo di allenatore), Ellena e Copernico suggerirono a Novo di applicare nel Torino la tattica del "sistema", un nuovo modulo di gioco che si affacciava in quegli anni.
Sino ad allora la tattica che andava per la maggiore era il "metodo", un tipo di disposizione più difensivo, che aveva consentito all'Italia di Pozzo di vincere i Mondiali del 1934 e del 1938 e la cui forza era data soprattutto dal contropiede. In difesa c'erano solo due terzini e un centromediano che faceva la spola in avanti appoggiando la manovra offensiva per poi rientrare; in mediana la fase offensiva era impostata dai centrocampisti, mentre le ali avevano il compito di servire i palloni per il centravanti. La fase realizzativa non era semplice in quanto la regola del fuorigioco prevedeva dovessero esserci tre giocatori tra l'attaccante e la porta: bastava dunque fare avanzare un solo difensore per fare scattare la trappola del fuorigioco.
Nel 1926 venne cambiata la regola del fuorigioco: fu portato a due il numero di giocatori necessari per fare scattare la penalità. Ciò creò subito non poche difficoltà alle squadre dell'epoca e aumentò notevolmente il numero di realizzazioni in campionato.
Fu così che negli anni trenta l'inglese Herbert Chapman, tecnico dell'Arsenal, sviluppò una nuova tattica, detta appunto "sistema" o "WM", dal tipo di disposizione tattica: in pratica una sorta di 3-2-2-3, con tre difensori, quattro centrocampisti (due mediani e due interni), tre attaccanti posti ai vertici di una W e una M. Chapman, per cautelare la fase difensiva, scelse di arretrare un mediano alla linea dei difensori, creando di fatto lo "stopper", mentre i terzini marcavano le rispettive ali. I compiti di marcatura erano più semplici, ed essendo uno schieramento speculare nasceva anche la marcatura a uomo. Ma il sistema era anche più dinamico, più equilibrato e, se giocato con i giusti interpreti, era una tattica che per la prima volta garantiva il controllo della zona nevralgica delle azioni: il centrocampo. Questo era impostato su quattro giocatori disposti a quadrato (in quanto posti appunto ai vertici della W e della M) e prevedeva l'impiego di due mediani e due mezzepunte. Novo approvò il suggerimento e decise di impostare il suo Torino su questa tattica.
Al Toro arrivò il tecnico ungherese András Kuttik al posto di Tony Cargnelli. Egli provvide a utilizzare Ellena in posizione di centromediano "sistemista", ruolo che aveva già ricoperto nella Fiorentina, sino ad allora unica in Italia ad averlo sperimentato, seppure con scarso successo.
Il campionato 1941-1942 fu vinto dalla Roma con i granata che invece terminarono al secondo posto. Quell'anno furono soprattutto due sconfitte a tradire il Toro: al primo turno di Coppa Italia e in Campionato (a tre giornate dalla fine), entrambe contro il Venezia di Loik e Mazzola.

### L'opera si completa: il Torino diventa Grande

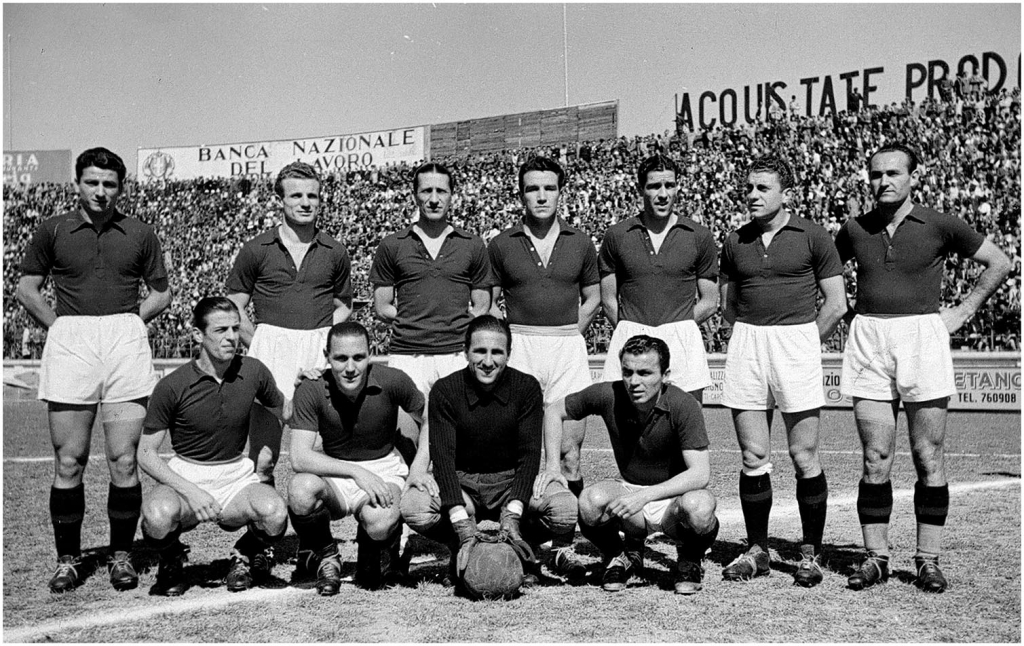
Una formazione del Torino 1942/43 vincitore del primo scudetto del ciclo del "Grande Torino"

Mazzola e Loik vennero acquistati da Novo per 1.200.000 lire nel 1943. Il primo era un regista e uomo-gol, il secondo un'ala veloce con grande corsa (verrà soprannominato dai tifosi Elefante per il suo pesante passo) e spirito di sacrificio per la squadra. Si aggiunse a loro il mediano Giuseppe Grezar, prelevato dalla Triestina per 250.000 lire. Tutti e tre facevano già parte della Nazionale di calcio italiana guidata da Vittorio Pozzo. Così nasceva l'undici destinato ad essere ricordato come il Grande Torino.
Al via della stagione 1942/43, a disposizione dell'ungherese Kuttik, c'era una rosa che comprendeva giocatori di prim'ordine: gli esperti portieri Bodoira e Cavalli; i difensori Ferrini, Ellena, Piacentini e Cassano; a centrocampo i veterani Baldi e Gallea, con i nuovi Ezio Loik e Mazzola; davanti Menti e Ferraris, senza dimenticare ovviamente Gabetto e Ossola.
Sulla carta il Torino era la squadra da battere, eppure la partenza non fu delle migliori: il Toro si trovò così a lottare con la sorpresa Livorno. Questo duello diede vita a un campionato avvincente, risolto solo all'ultima giornata quando il Torino, con un gol di Mazzola, espugnò Bari e vinse così il suo secondo scudetto.
Il Toro vinse anche la Coppa Italia, proprio contro il Venezia da cui aveva prelevato Loik e Mazzola. La partita si giocò a Milano e i granata, grazie a una doppietta di Gabetto e le reti di Mazzola e Ferraris II, ottennero la vittoria con un secco 4-0. Il Torino realizzò quindi il primo double nella storia del calcio italiano.

### Campionato di guerra 1944
Nel 1944 l'Italia, ormai devastata dalla guerra, era spezzata in due dalla Linea Gotica: il Centro-Nord era occupato dai nazisti che avevano instaurato un governo fantoccio fascista, la Repubblica Sociale Italiana (RSI), presieduto da Mussolini, mentre gli eserciti Alleati avanzavano nel Sud della penisola. I campionati di calcio però andarono avanti e, su decisione della Federazione della RSI, ci fu un'organizzazione a gironi. I trasferimenti, resi difficoltosi dai bombardamenti degli Alleati e dalla Linea Gotica, crearono una situazione quasi surreale.

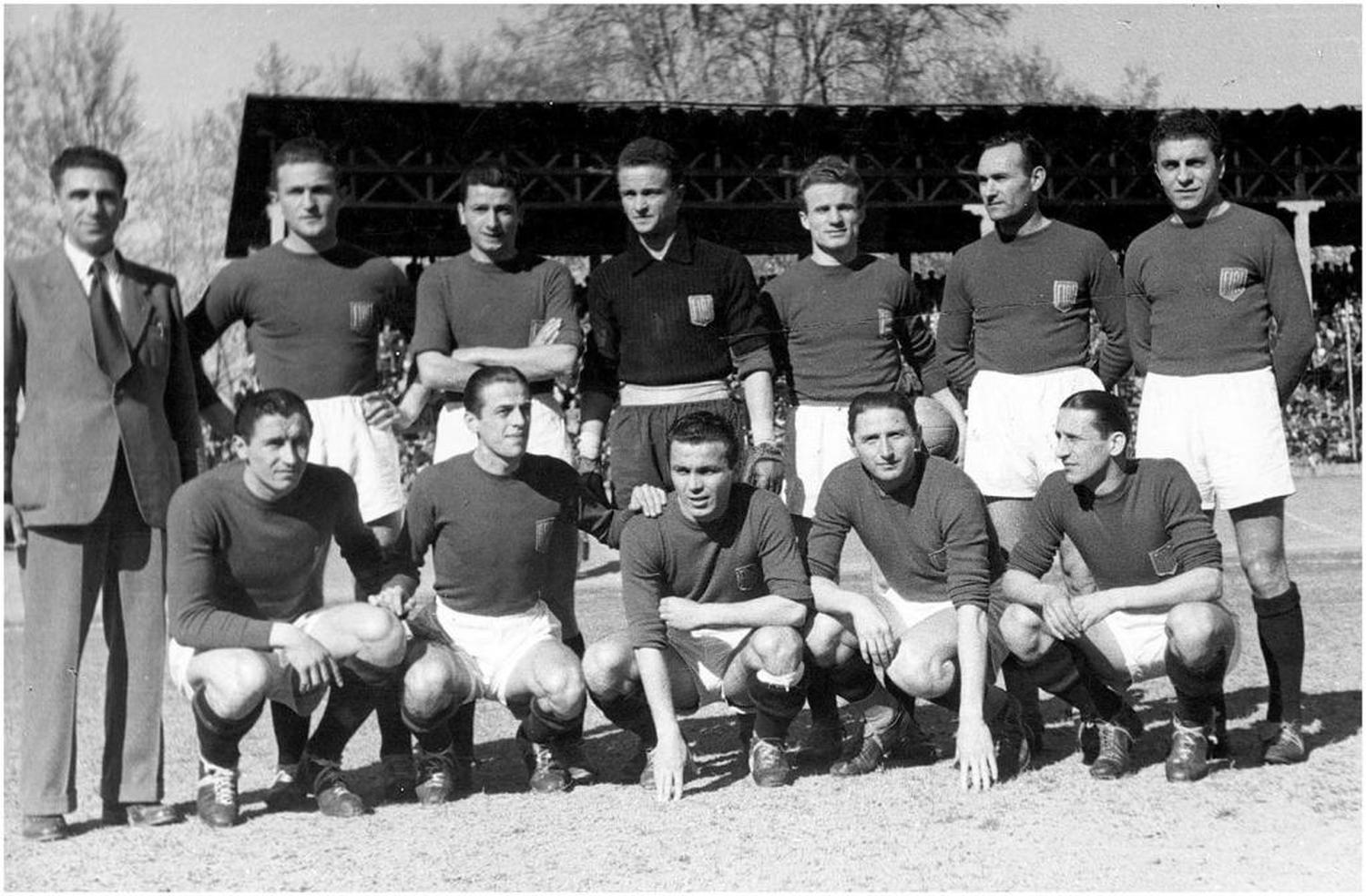
Il connubio Torino FIAT, rinforzato da Silvio Piola e protagonista nel campionato di guerra 1944

Per evitare i rischi di chiamata alle armi molte squadre adottarono alcuni stratagemmi: con astuzie diplomatiche, assicurarono i propri campioni alle industrie più importanti del paese, facendoli passare come elementi indispensabili alla produzione dell'industria bellica nazionale e riuscendo di fatto a esentarli dall'impiego al fronte. I granata di Novo trovarono così una collaborazione con la FIAT, dando vita al Torino FIAT, un nome simile a quello di una compagine aziendale: in effetti Mazzola e gli altri, per salvare le apparenze, vennero di fatto inquadrati come operai nella casa automobilistica degli Agnelli. Analogamente i concittadini della Juventus si abbinarono alla Cisitalia, fabbrica d'auto appartenente all'allora presidente bianconero Piero Dusio.
Nel Torino giocavano il portiere Luigi Griffanti prelevato dalla Fiorentina e il vercellese Silvio Piola, centravanti proveniente dalla Lazio, salito al Nord per prendere la famiglia e portarla nella Capitale, e rimasto invece bloccato in Alta Italia in seguito all'armistizio.
Nel campionato di guerra giocato al Settentrione, nella prima fase a gironi, il Torino fu inserito nel girone Ligure-Piemontese. La squadra sconfisse per 7-1 Genoa e Biellese, per 7-0 l'Alessandria, per 8-2 il Novara e per 5-0 la Juventus. Nel girone di semifinale incontrò l'Ambrosiana-Inter, il Varese e i rivali cittadini bianconeri; nei derby arrivarono una sconfitta per 1-3 e un pareggio per 3-3. I granata vinsero invece entrambe le partite contro il Varese (2-1 e 0-6), mentre contro l'Ambrosiana-Inter ci fu un pareggio a Milano per 3 a 3 e la vittoria dei piemontesi in casa per 6 a 2. Il Toro guadagnò così l'accesso alla fase finale a tre – assieme al 42º Corpo VVFF La Spezia e al Venezia – che si giocò all'Arena Civica di Milano.
Il Torino alla fine perderà il torneo, anche complice un incontro non ufficiale tra le rappresentative del Piemonte (in realtà costituita pressoché interamente da giocatori granata) e della Venezia Giulia, organizzato per motivi di propaganda e disputatosi a Trieste sette giorni prima della sfida contro gli spezzini. Nonostante la trasferta resa difficoltosa dalle operazioni di guerra la FIGC repubblichina fu inflessibile e costrinse il Torino a partire per Trieste: il viaggio si protrasse per sette giorni tra andata e ritorno, e al rientro in sede giovedì mattina i granata ebbero appena un giorno di tempo per riposarsi e ripartire stavolta per Milano, dove il 16 era in programma lo scontro con il VVFF Spezia. La Federazione a dire il vero, su pressioni del CONI, voleva accelerare la disputa delle finali anticipando le partite VVFF Spezia-Torino al 13 e Torino-Venezia al 16, ma la proposta fu respinta dai granata, anche a causa delle traversie nella trasferta in Venezia Giulia. Il Torino disputò la partita contro gli spezzini, anticipata di due ore (dalle 17 alle 15) per le contingenze, in condizioni fisiche non ottimali a causa della stanchezza per la lunga trasferta triestina. Il VVFF Spezia, che veniva dal pareggio per 1-1 contro il Venezia, sconfisse i granata per 2-1, rendendo dunque inutile la successiva vittoria dei piemontesi contro i lagunari per 5-2.
In ogni caso, benché alcuni giornali (tra cui Il Lavoro di Genova) avessero definito il VVFF Spezia la nuova squadra "Campione d'Italia", un comunicato della FIGC repubblichina dell'8 agosto 1944 sancì che, dato che «un campionato nazionale vero e proprio non ha potuto aver luogo secondo le norme stabilite dai regolamenti», il Torino sarebbe rimasto campione in carica, mentre agli spezzini fu assegnato il titolo di campione di guerra abbinato alla Coppa Federale – e non allo scudetto. A ciò si aggiunse il fatto che la competizione era stata organizzata dalla FIGC della RSI e non da quella del legittimo Regno d'Italia (in questa fase definito storiograficamente Regno del Sud): il decreto legislativo luogotenenziale numero 249 del 5 ottobre 1944 dichiarò privo di ogni valore giuridico qualsiasi atto di nomina del «sedicente governo della Repubblica Sociale Italiana», invalidando dunque i mandati dei presidenti del CONI e della FIGC che si erano succeduti nella RSI; l'organizzazione di un campionato da parte di questi soggetti, perciò, divenne essa stessa non legale.

### 1945: dopo la Guerra, torna anche il calcio
Dopo la fine della Seconda guerra mondiale l'Italia si ritrovò in macerie e spezzata in due. Gli accaniti combattimenti lungo la Linea Gotica dell'inverno 1944 avevano gravemente compromesso, se non distrutto, le linee di comunicazione sull'Appennino, rendendo assai difficoltosi gli spostamenti fra la Pianura Padana e la penisola.
In queste condizioni la Federazione decise di fare ripartire il campionato di calcio con una formula una tantum. Per la prima volta dal 1929 il torneo non fu disputato a girone unico.

Nel Nord del paese fu organizzato un Campionato Serie A Alta Italia alla quale furono ammesse tutte le società del settentrione che avrebbero avuto titolo a partecipare alla massima serie, oltre all'Andrea Doria per risarcimento antifascista. Nell'Italia centro-meridionale e insulare la situazione era ancora più complessa, non essendoci ivi sufficienti società aventi titolo alla massima serie. La soluzione fu trovata organizzando un torneo misto fra le squadre di Serie A e quelle di Serie B.

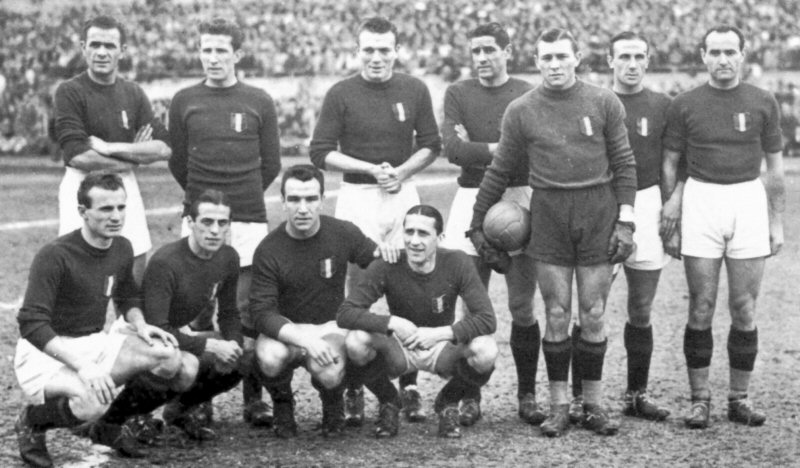
Il "Grande Torino" del 1945-1946

Così il 14 ottobre del 1945 ripartì il campionato dei granata con lo scudetto sulle maglie. Ferruccio Novo diede alla squadra l'assetto definitivo con l'arrivo del portiere Valerio Bacigalupo dal Savona, del terzino Aldo Ballarin dalla Triestina, il rientro dall'Alessandria di Virgilio Maroso, e gli acquisti del centromediano Mario Rigamonti dal Brescia e del laterale Eusebio Castigliano dallo Spezia.
Alla prima giornata ci fu subito il derby e la prima sconfitta: decise Silvio Piola - passato ai bianconeri dopo la parentesi granata del 1944 - con un rigore. Nelle due giornate successive il Torino realizzò undici gol senza subirne nessuno contro Genoa e Sampierdarenese, iniziando una travolgente marcia nel suo girone. I granata superarono anche la Juventus nel derby di ritorno con una rete di Eusebio Castigliano. Il girone si chiuse con i granata primi con tre punti davanti all'Inter, seguiti da Juventus e Milan. Al girone finale presero parte anche squadre dal Centro-Sud: Napoli, Bari, Roma e Pro Livorno.
Il tutto ebbe inizio nella primavera 1946, allorché si ebbero diverse partite sfociate in goleade realizzate in quindici minuti, la più incredibile lo 0-7 allo Stadio Nazionale contro la Roma il 28 aprile 1946. Una volta messo al sicuro il risultato, il Torino addormentava la partita, limitandosi al controllo della stessa, praticamente facendo il minimo necessario in un quarto d'ora.
A volte la tromba veniva suonata anche quando il Torino era in difficoltà, oppure quando era sotto, come successe il 30 maggio 1948 quando perdeva 0-3 in casa contro la Lazio e il risultato fu ribaltato per il definitivo 4-3.
L'inizio fu travolgente: il Torino vinse a Roma per 7 a 0, segnando sei gol in mezz'ora. Fra le altre partite finite in goleada per i granata ci furono il 7-1 al Napoli e il 9-1 dell'ultima giornata contro la Pro Livorno. La Juventus sconfisse il Torino all'andata (ancora un rigore di Silvio Piola) e alla penultima giornata guidava con due punti di vantaggio. Nel derby di ritorno il Torino, grazie a un gol di Guglielmo Gabetto, agganciò i bianconeri in testa alla classifica.
All'ultima giornata il Toro superò al Filadelfia la Pro Livorno per 9 a 1, mentre la Juventus a Napoli non riuscì ad andare oltre l'1-1. Fu scudetto per il Torino, il terzo della sua storia, il secondo dall'arrivo di Ferruccio Novo.

### Campionato 1946-1947
II campionato fu caratterizzato nuovamente da un girone unico a venti squadre. II Torino non apportò modifiche sostanziali alla squadra: di particolare importanza furono comunque gli arrivi in granata di Romeo Menti, Danilo Martelli  e Francesco Rosetta.
Ancora sotto la guida dell'allenatore Luigi Ferrero l'undici granata cominciò il campionato con un pareggio casalingo contro la Triestina, e dopo la vittoria di misura in casa della Lazio, arrivò un altro pareggio con la Sampdoria. Alla quinta giornata ci fu il derby: con la Juventus finì 0-0. Dalla sesta giornata il Torino ottenne sei successi consecutivi e alla tredicesima giornata era in testa. Importante per i granata fu la vittoria per 4 a 0 all'ottava giornata contro il Bologna, ancora imbattuto e con zero gol subiti dall'inizio del campionato.
II successo più sonante di questa stagione per il Torino arrivò con la Fiorentina, 7 a 2 al Filadelfia. I granata, dopo un ultimo passo falso con la Sampdoria (l'unica formazione che in questo torneo riuscì a portare via al Torino tre punti su quattro), infilarono una serie finale di sedici partite utili consecutive, quattordici delle quali furono vittorie: si cominciò da quella contro il Venezia per 2 a 0, seguirono poi il trionfo nel derby grazie a Guglielmo Gabetto e i netti successi con Inter, Atalanta, Vicenza, Genoa e Milan (tutte le sfide terminarono con almeno cinque gol segnati dal Toro). L'attacco dei piemontesi concluse con 104 gol all'attivo, una media di quasi tre a partita, con Valentino Mazzola capocannoniere a quota 29 reti.
Il commissario tecnico degli azzurri Vittorio Pozzo schierò nella primavera del '47, contro la Svizzera e l'Ungheria, due formazioni che comprendevano rispettivamente nove e dieci giocatori granata. Arrivarono due vittorie: contro gli elvetici finì 5 a 2 mentre con i magiari gli azzurri ebbero la meglio per 3 a 2. In quest'ultima sfida l'unico giocatore non del Torino fu il portiere bianconero Sentimenti IV che prese il posto di Valerio Bacigalupo. Da notare come anche gli ungheresi schierarono contemporaneamente nove giocatori della stessa squadra campione nazionale: l'Újpest (uno dei due "estranei" era il giovane Ferenc Puskás). Si trattò della partita della Nazionale di calcio dell'Italia con il maggior numero di giocatori provenienti dalla stessa squadra in campo.

### Campionato 1947-1948
La Serie A 1947-1948 fu il campionato più lungo della storia del calcio italiano, disputato da ventuno squadre per motivi geopolitici, con il recupero della Triestina che era finita in Serie B: un campionato che partì a metà settembre e si concluse all'inizio del luglio seguente praticamente senza interruzioni, occupando quaranta giornate.

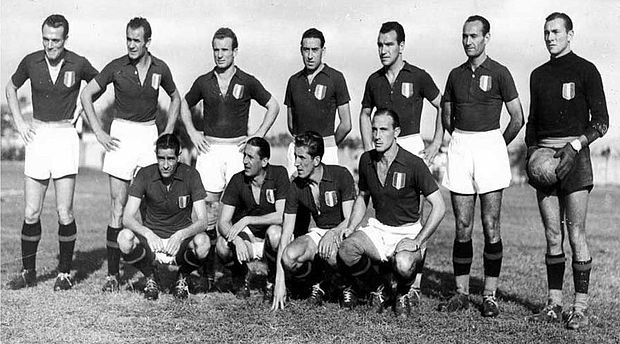
Il Torino campione d'Italia 1946-1947

Lasciò i granata l'allenatore Luigi Ferrero e la guida venne assunta da Mario Sperone con Roberto Copernico direttore tecnico. Rientrò inoltre come prezioso consigliere di Novo anche Ernest Erbstein, dopo avere dovuto nascondersi a lungo per le persecuzioni razziali. La campagna acquisti portò alla rosa il terzino spezzino Sauro Tomà e il rumeno Fabian, attaccante.
Il Torino debuttò con un 4-0 al Napoli, che al termine del campionato verrà retrocesso all'ultimo posto per un tentativo di illecito e andrà in Serie B insieme alla Salernitana, al L.R. Vicenza e all'Alessandria. Giocò ancora Pietro Ferraris, ormai sulla via del tramonto, che nel corso della stagione verrà rilevato da Franco Ossola.

Dopo una sconfitta alla seconda giornata in casa del Bari la squadra vinse per 6-0 sulla Lucchese e 7-1 sul campo della Roma. In quest'annata venne stabilito un altro record; con l'Alessandria finì 10 a 0 per il Toro (miglior vittoria di sempre nella Serie A a girone unico). Ventuno reti in sei giornate non bastarono però a liberare il Torino dalla concorrenza di Juventus e Milan. Nel primo derby il Torino ottenne un pareggio, poi arrivò la sconfitta di Bologna ad opera del centravanti Gino Cappello e il Milan ne approfittò per staccarsi. Seguirono un 7-1 alla Salernitana e un 5-0 all'Inter, altre sei reti alla Triestina e cinque alla Fiorentina.

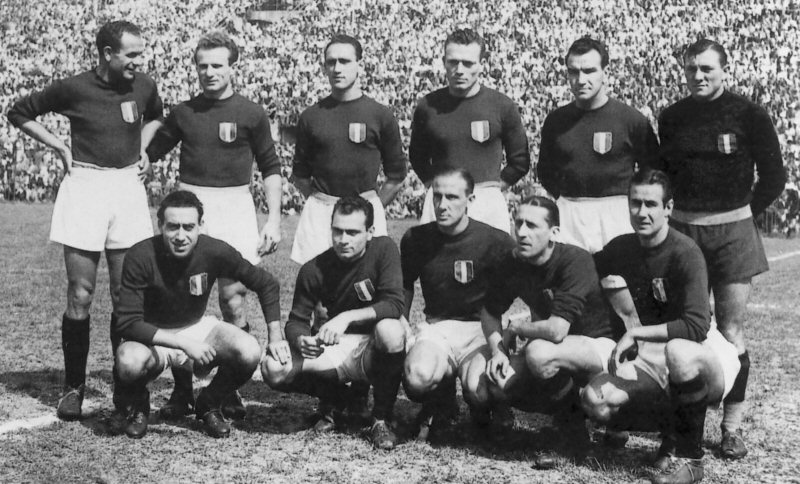
Una formazione del "Grande Torino" nel 1947-1948

Alla penultima giornata del girone di andata, nel confronto diretto, il Milan sconfisse in casa il Torino per 3-2. Il Toro terminò così la prima metà di campionato staccato di due punti dal Milan e alla ventiquattresima i punti di differenza diventarono quattro (33 a 37) complici due pareggi con Napoli e Lucchese.
Per tre giornate consecutive (dalla ventiquattresima alla ventiseiesima) il Torino avanzò a suon di quattro gol con Roma, L.R. Vicenza e Pro Patria; rallentò la domenica successiva pareggiando nuovamente il derby con la Juventus, ma quel punto bastò per raggiungere i rossoneri. Nelle ultime 13 partite il Torino raccolse 25 dei 26 punti disponibili, fermato dalla sola Triestina sullo 0 a 0. I punti di vantaggio alla fine saranno sedici (maggior vantaggio sulla seconda mai verificatosi prima) con il Torino che finì il campionato con sei successi consecutivi. In particolare, dopo il parziale casalingo 0-3 contro la Lazio, la squadra riuscì a ribaltare il risultato con una doppietta di Eusebio Castigliano, una rete di Guglielmo Gabetto e una del capitano Valentino Mazzola, in mezz'ora. La squadra concluse con 29 vittorie su 40 partite, 125 gol segnati (miglior attacco e 50 reti in più del Milan secondo) con una media di 3,12 gol a partita e solo 33 subiti (miglior difesa).
Essendo un campionato a ventuno squadre a causa del ripescaggio della Triestina, ogni domenica una squadra riposava. II turno di riposo del Torino cadde proprio l'ultima domenica di campionato e i granata  partirono per una tournée in Sudamerica dove affrontarono il Corinthians, il Portuguesa, il Palmeiras e il São Paulo con lo scudetto già in tasca.
I migliori marcatori per i granata furono Mazzola (25 reti) e Gabetto (23), che seguirono Giampiero Boniperti della Juventus con 27 gol.

### Campionato 1948-1949

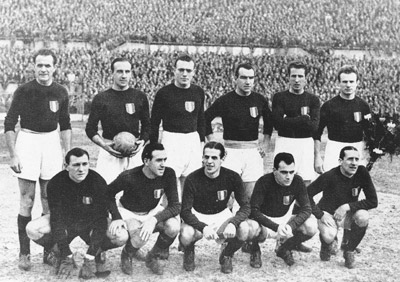
Il Torino 1948-1949

Dopo alcune amichevoli estive il campionato ripartì a metà settembre con un Torino sostanzialmente identico a quello dei precedenti scudetti; la sola differenza era Franco Ossola stabilmente al posto di Pietro Ferraris che, a 36 anni, si trasferì al Novara. Arrivarono anche il mediano Rubens Fadini dalla Gallaratese; Dino Ballarin (fratello di Aldo) portiere del Chioggia; il terzino Piero Operto dal Casale; l'ungaro-cecoslovacco Giulio Schubert, mezzala sinistra; gli attaccanti Émile Bongiorni e Ruggero Grava rispettivamente dal Racing Parigi e dal Roubaix-Tourcoing.
II Torino si presentò al torneo dopo la lunga tournée in Brasile in cui aveva incontrato Palmeiras, Corinthians, San Paolo e Portuguesa, perdendo una sola volta. In questa Serie A, ridimensionata a venti squadre dopo le quattro retrocessioni e le tre promozioni, guidò le operazioni granata Ernest Erbstein (in veste di direttore tecnico), con l'inglese Leslie Lievesley allenatore.

In stagione ci furono anche alcuni infortuni a Virgilio Maroso, Eusebio Castigliano, Romeo Menti e Sauro Tomà, più una lunga squalifica ad Aldo Ballarin. I granata, che all'esordio sconfissero la Pro Patria per 4 a 1, vennero battuti in trasferta alla seconda giornata dall'Atalanta, che si impose per 3 a 2. Il Torino si riprese subito con cinque successi consecutivi, fra cui quello nel derby, perdendo poi nuovamente (a Milano) contro i rossoneri. Il Torino raggiunse e perse la testa del torneo più volte, ma terminò il girone d'andata al primo posto alla pari con il Genoa, dal quale subì la terza ed ultima sconfitta stagionale il 26 dicembre 1948. Nel derby di ritorno il Toro sconfisse per 3 a 1 la Juventus.

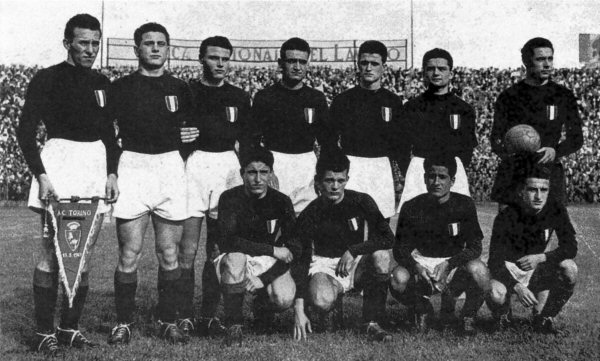
Il Torino dei "ragazzi"

II vantaggio in classifica aumentò e il Torino riuscì ad accumulare fino a sei punti di vantaggio sull'Inter seconda classificata. Arrivarono poi un paio di pareggi (a Trieste e a Bari) cosicché, alla vigilia della trentaquattresima giornata (con cinque rimaste ancora da giocare), i nerazzurri erano a quattro punti dai granata. Lo scontro diretto a Milano, giocato il 30 aprile 1949, finì 0 a 0 con il Toro (privo di Mazzola, Maroso e Grezar) che resistette all'attacco dell'Inter grazie anche a delle grandi parate del portiere Valerio Bacigalupo.
La squadra partì poi il 1º maggio 1949 per il Portogallo dove giocò un'amichevole celebrativa contro il Benfica. Nel viaggio aereo di ritorno però l'intera formazione perirà nel disastro aereo di Superga.

### Benfica-Torino, l'ultima partita

Genova, 27 febbraio 1949: Italia-Portogallo

Francisco Chico Ferreira era capitano del Benfica e del Portogallo. Con Mazzola si erano incontrati a Genova a fine febbraio come capitani delle rispettive Nazionali nella partita che vide l'Italia vincere per 4-1. Nel corso dei festeggiamenti del dopo-partita, come era prassi allora, i giocatori si riunirono in una sorta di terzo tempo e i due si parlarono con interesse. Questa simpatia reciproca fece in modo che il comitato organizzativo della festa in omaggio a Ferreira (che era, appunto, un semplice omaggio sportivo e non un addio al calcio, come lo stesso Ferreira confermò in un'intervista a «Mundo Desportivo» tre giorni prima di quella partita), decise di invitare il Torino. L'invito venne accettato e il 1º maggio 1949 il Torino arrivò a Lisbona per affrontare, due giorni dopo, il Benfica di Ferreira. Il Benfica vincerà la «Coppa Olivetti», trofeo messo a disposizione per l'occasione dagli stabilimenti SIDA, rappresentanti dell'Olivetti in Portogallo. Dopo la partita, le due squadre si riunirono per una cena «di fratellanza» al Ristorante Alvalade di Campo Grande insieme ai dirigenti delle due società e ad altre figure eminenti dello sport e del giornalismo di quel tempo.
Pare che un principio di accordo fosse stato fatto con il Bologna del presidente Dall'Ara, ma Ferreira era certo che avere il Torino avrebbe garantito uno stadio esaurito in ogni ordine di posto.

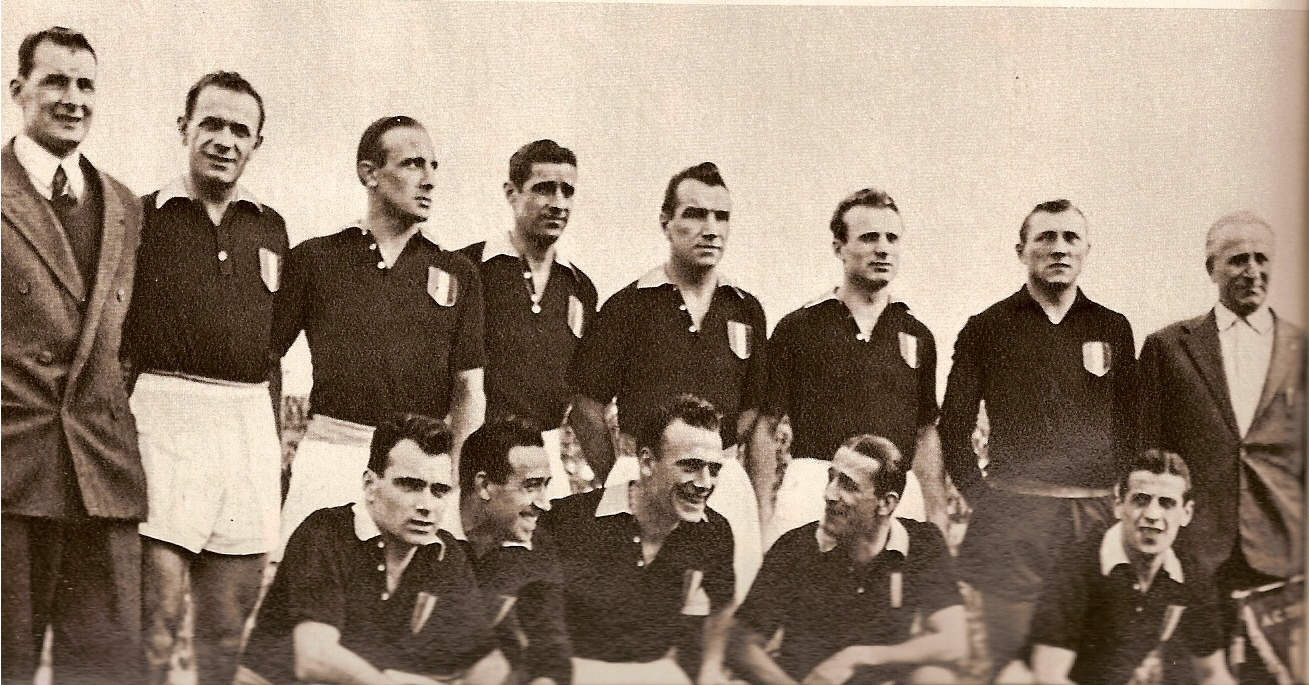
La formazione dell'ultima partita del Grande Torino

Dei giocatori non parteciparono all'evento il difensore Sauro Tomà (bloccato a Torino da un infortunio) e un deluso Renato Gandolfi, il secondo portiere, a cui solo all'ultimo fu detto che in Portogallo non sarebbe andato. Aldo Ballarin infatti convinse il presidente Novo a "premiare" per questo incontro amichevole suo fratello Dino, che in rosa era il terzo portiere. Novo, insieme a Roberto Copernico, era rimasto a Torino; Agnisetta e Civalleri erano i dirigenti accompagnatori con Bonaiuti responsabile della trasferta; per l'area tecnica c'erano Leslie Lievesley, Ernest Erbstein e il massaggiatore Ottavio Cortina. Parteciparono alla trasferta anche i giornalisti Renato Casalbore, fondatore di Tuttosport, Renato Tosatti della Gazzetta del Popolo (padre di Giorgio) e Luigi Cavallero de La Stampa.
Cavallero prese il posto di Vittorio Pozzo, l'inviato sportivo di punta de La Stampa: questi, visto il recente avvicendamento sulla panchina della nazionale e le incomprensioni che erano nate tra lui e Novo, era divenuto un nome poco gradito in quel periodo alla società granata; Pozzo decise quindi di andare a Londra per seguire la finale della Coppa d'Inghilterra. Il fato salvò la vita anche a Nicolò Carosio, la più celebre voce sportiva italiana del tempo, a cui la società granata aveva garantito un posto sul trimotore Fiat G.212 in rotta per Lisbona: il radiocronista dovette però rinunciare a causa della concomitanza della trasferta lusitana con la cresima del figlio.
Il 3 maggio 1949, allo Stadio Nazionale di Lisbona, i granata erano in campo di fronte a una folla di quarantamila spettatori con Bacigalupo, A. Ballarin, Martelli, Grezar, Rigamonti, Castigliano, Menti, Loik, Gabetto, Mazzola e Ossola. Per il Benfica: Contreros, Jacinto, Fernandes, Morira, Felix, Ferreira, Corona, Arsenio, Espiritosanto, Melao, Rogério. Entrarono a partita in corso Fadini al posto di Castigliano e Bongiorni al posto di Gabetto. Nei portoghesi invece si avvicendarono il portiere Contreros con Machado, Corona con Batista, Espiritosanto con Julio.
Fu Ossola, con la collaborazione di Grezar, Menti e Gabetto, ad aprire le marcature al 9'. Dopo dieci minuti i biancorossi prima pareggiarono e poi con una doppietta di Melao e una rete di Arsenio chiusero il primo tempo in vantaggio per 3-2 (il momentaneo 2-2 fu di Bongiorni). Nel secondo tempo il Benfica allungò il passo con Rogerio e all'ultimo minuto Mazzola venne atterrato mentre si dirigeva verso la porta: l'arbitro decise quindi per il rigore, trasformato in gol da Menti. La partita finì 4-3 per i portoghesi.

### La tragedia di Superga
(Cinegiornale "Settimana Incom")
(Cinegiornale "Settimana Incom")
Al rientro da Lisbona, il 4 maggio 1949, il trimotore FIAT G. 212 delle Avio Linee Italiane trovò una fitta nebbia che avvolgeva Torino e le colline circostanti. Alle ore 17:05, fuori rotta per l'assenza di visibilità, ma soprattutto per il malfunzionamento dell'altimetro, l'aeroplano si schiantò contro i muraglioni di sostegno del giardino posto sul retro della Basilica di Superga.

La folla presente ai funerali

L'impatto causò la morte istantanea di tutte le trentuno persone di bordo, fra calciatori, staff tecnico, giornalisti ed equipaggio. Per la fama della squadra, la tragedia ebbe una grande risonanza sulla stampa mondiale oltreché in Italia: il giorno dei funerali quasi un milione di persone scese in piazza a Torino per dare l'ultimo saluto alla squadra. Al termine della cerimonia, i feretri presero diverse destinazioni di sepoltura; sei dei caduti a tutt'oggi riposano lungo una galleria sotterranea del quinto ampliamento del Cimitero monumentale di Torino. Franco Ossola e Virgilio Maroso, che furono inumati inizialmente con i sei compagni, vennero in seguito spostati altrove: il primo in una tomba poco distante nel medesimo cimitero, il secondo presso il cimitero di Carmagnola.
Il Toro schierò, per finire il campionato, la formazione giovanile e vinse tutte e quattro le partite rimanenti contro i pari-età mandati in campo dagli avversari in segno di rispetto (Genoa, Palermo, Sampdoria e Fiorentina); il Torino venne proclamato vincitore del campionato dal presidente della Federcalcio Ottorino Barassi.
L'impressione fu tale che l'anno seguente la Nazionale italiana scelse di recarsi ai Mondiali in Brasile con un viaggio di due settimane mediante la motonave Sises di 16.000 tonnellate (grande abbastanza per fare allenare la squadra), anziché usare l'aereo il cui viaggio sarebbe durato molto meno (35 ore). Testimoni diretti come Giampiero Boniperti e indiretti come Gianni Brera raccontarono poi come tutti i palloni disponibili finirono in mare nel giro di poco tempo.

### Il Torino Simbolo

Il River Plate e il Torino Simbolo nel 1949

Il presidente del River Plate Antonio Liberti decise di organizzare un'amichevole tra la squadra di Buenos Aires e una selezione di stelle del calcio italiano provenienti da Juventus, Milan, Inter, Novara e Fiorentina chiamata "Torino Simbolo".
La partita fu giocata il 26 maggio 1949. L'inedito undici in maglia granata era così composto: Sentimenti IV (Juventus), Manente (Juventus), Furiassi (Fiorentina), Annovazzi (Milan), Giovannini (Inter), Achilli (Inter), Nyers I (Inter), Boniperti (Juventus), Nordhal III (Milan), Hansen (Juventus), Ferraris II (ex giocatore del Grande Torino passato al Novara nel 1948). Il River Plate scese in campo con una formazione che vantava alcuni autentici fuoriclasse: Carrizo, Vaghi, Soria, Yacono, Rossi, Ramon, De Cicco, Col, Di Stefano, Labruna, Loustau. L'incontro terminò 2 a 2: andarono a segno Nyers e Annovazzi per il Torino Simbolo mentre Labruna e Di Stefano per gli argentini.
L'incasso venne devoluto ai familiari dei giocatori scomparsi.
L'amicizia tra il Torino Football Club e il River Plate è tuttora esistente. Come testimonianza del legame tra le due società in varie occasioni per la maglia di cortesia dei biancorossi si è scelto il granata, mentre similmente la formazione torinese ha sfoggiato varie volte una casacca da trasferta con sbarra, in omaggio al template casalingo del River.

## Formazioni

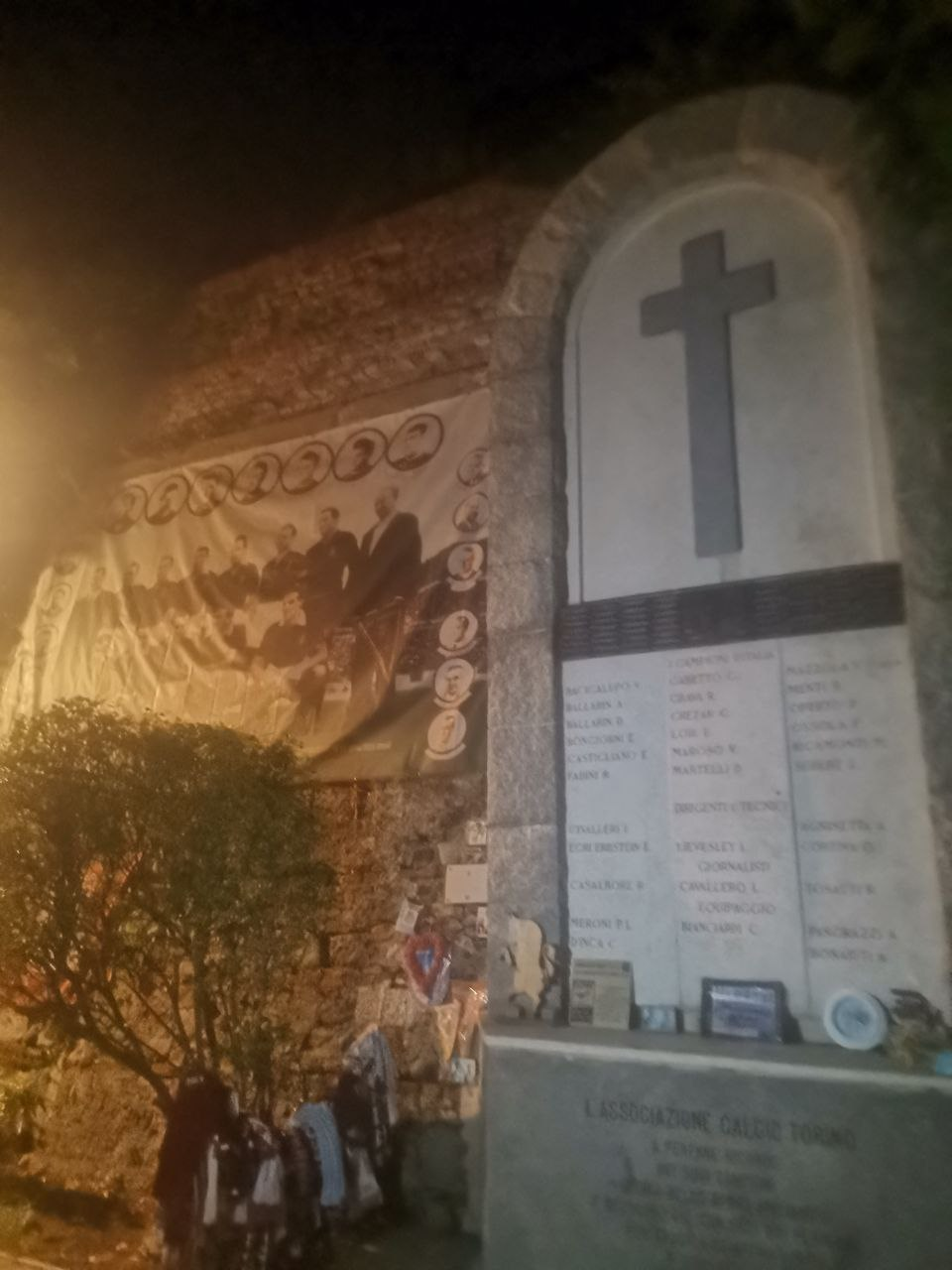
Il punto d'impatto dell'aereo che trasportava i calciatori del Grande Torino

### Formazione tipo 1942-1943
Bodoira, Piacentini, Ferrini, Baldi, Ellena, Grezar, Menti, Loik, Gabetto, Mazzola, Ferraris II

Allenatore: Kuttik (poi Janni)

### Formazione tipo 1945-1946
Bacigalupo, Ballarin, Maroso, Grezar, Rigamonti, Castigliano, Ossola, Loik, Gabetto, Mazzola, Ferraris II

Allenatore: Ferrero

### Formazione tipo 1946-1947
Bacigalupo, Ballarin, Maroso, Grezar, Rigamonti, Castigliano, Ossola (Menti), Loik, Gabetto, Mazzola, Ferraris II

Allenatore: Ferrero

### Formazione tipo 1947-1948
Bacigalupo, Ballarin, Maroso (Tomà), Grezar, Rigamonti, Castigliano (Martelli), Menti, Loik, Gabetto, Mazzola, Ferraris II (Ossola)

Allenatore: Sperone

Direttore Tecnico: Copernico

### Formazione tipo 1948-1949
Bacigalupo, Ballarin, Maroso, Grezar (Martelli), Rigamonti, Castigliano, Menti, Loik, Gabetto, Mazzola, Ossola

Allenatore: Lievesley

Direttore Tecnico: Egri Erbstein

## Statistiche
| Campionato | Posizione | Partite vinte | Partite perse | Pareggi | Gol fatti | Media gol fatti/partita | Gol subiti | Media gol subiti/partita | Percentuale vittorie |
| ---------- | --------- | ------------- | ------------- | ------- | --------- | ----------------------- | ---------- | ------------------------ | -------------------- |
| 1942-1943  | 1°        | 20            | 6             | 4       | 68        | 2,27                    | 31         | 1,03                     | 66,67%               |
| 1945-1946  | 1°        | 19            | 3             | 4       | 65        | 2,50                    | 18         | 0,69                     | 73,08%               |
| 1946-1947  | 1°        | 28            | 3             | 7       | 104       | 2,74                    | 35         | 0,92                     | 73,68%               |
| 1947-1948  | 1°        | 29            | 4             | 7       | 125       | 3,13                    | 33         | 0,82                     | 72,50%               |
| 1948-1949  | 1°        | 25            | 3             | 10      | 78        | 2,10                    | 34         | 0,89                     | 65,79%               |

### Record
Di seguito sono indicati alcuni dei record stabiliti dal Grande Torino in Serie A:
- Maggior numero di partite casalinghe consecutive senza sconfitta: 88, tra il 1943 e il 1949. Alcune di queste partite sono state disputate dopo la tragedia di Superga, nella stagione 1949-1950.[87]
- Maggior numero di marcature in un campionato: 125, nella stagione 1947-1948.[88]
- Maggior numero di reti realizzate in una partita dall'istituzione del girone unico: 10-0 all'Alessandria, nella stagione 1947-1948.[89]

## Il Grande Torino e la Nazionale italiana

11 maggio '47, Italia-Ungheria 3-2: dieci giocatori del Torino con la maglia della Nazionale

Molti sono i giocatori del Grande Torino che hanno giocato in Nazionale, formandone per lungo tempo l'asse portante.
- Genova, 5 aprile 1942: Italia-Croazia 4-0
  - 2 giocatori: Ferraris II (1 gol) e Gabetto (1 gol)
- Milano, 19 aprile 1942: Italia-Spagna 4-0
  - 1 giocatore: Ferraris II (1 gol)
- Zurigo, 11 novembre 1945: Svizzera-Italia 4-4
  - 7 giocatori: Ballarin, Maroso, Mazzola, Grezar, Castigliano, Ferraris II, Loik (1 gol)
- Milano, 1º dicembre 1946: Italia-Austria 3-2
  - 5 giocatori: Maroso, Grezar, Ferraris II, Mazzola 1 gol), Castigliano (1 gol).
- Firenze, 27 aprile 1947: Italia-Svizzera 5-2
  - 9 giocatori: Castigliano, Ballarin, Gabetto, Maroso, Grezar, Ferraris II, Loik (1 gol), Mazzola (1 gol), Menti (3 gol)
- Torino, 11 maggio 1947: Italia-Ungheria 3-2
  - 10 giocatori: Ballarin, Maroso, Rigamonti, Grezar, Castigliano, Menti, Mazzola, Ferraris II, Loik (1 gol), Gabetto (2 gol).
- Vienna, 9 novembre 1947: Austria-Italia 5-1
  - 4 giocatori: Ballarin, Maroso, Castigliano, Mazzola.
- Bari, 14 dicembre 1947: Italia-Cecoslovacchia 3-1

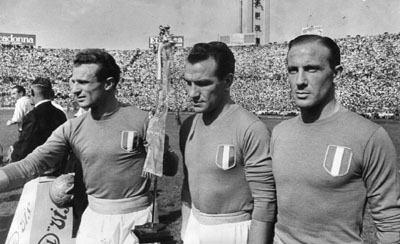
16 maggio '48, Italia-Inghilterra 0-4: Mazzola, Loik e Ballarin al Comunale di Torino con la maglia della Nazionale

  - 8 giocatori: Bacigalupo, Ballarin, Grezar, Maroso, Loik, Mazzola, Menti (1 gol), Gabetto (1 gol).

- Parigi, 4 aprile 1948: Francia-Italia 1-3
  - 8 giocatori: Bacigalupo, Ballarin, Loik, Grezar, Rigamonti, Menti, Mazzola, Gabetto (1 gol).
- Torino, 16 maggio 1948: Italia-Inghilterra 0-4
  - 7 giocatori: Bacigalupo, Ballarin, Grezar, Menti, Loik, Gabetto, Mazzola.
- Genova, 27 febbraio 1949: Italia-Portogallo 4-1
  - 7 giocatori: Bacigalupo, Ballarin, Loik, Castigliano, Maroso (1 gol), Menti (1 gol), Mazzola (1 gol).
- Madrid, 27 marzo 1949: Spagna-Italia 1-3
  - 6 giocatori: Bacigalupo, Ballarin, Rigamonti, Castigliano, Menti, Mazzola.

| Nome                | Luogo e data di nascita           | Ruolo       | Pres. | Gol |
| ------------------- | --------------------------------- | ----------- | ----- | --- |
| Valentino Mazzola   | Cassano d'Adda - 26/01/1919       | Mezz'ala    | 10    | 3   |
| Aldo Ballarin       | Chioggia - 10/01/1922             | Terzino     | 9     | -   |
| Giuseppe Grezar     | Trieste - 25/11/1918              | Mediano     | 7     | -   |
| Virgilio Maroso     | Crosara di Marostica - 26/06/1925 | Terzino     | 7     | 1   |
| Romeo Menti         | Vicenza - 05/09/1919              | Ala         | 7     | 5   |
| Ezio Loik           | Fiume - 26/09/1919                | Mezz'ala    | 7     | 3   |
| Eusebio Castigliano | Vercelli - 09/02/1921             | Mediano     | 7     | 1   |
| Guglielmo Gabetto   | Torino - 24/02/1916               | Centravanti | 6     | 5   |
| Piero Ferraris II   | Vercelli - 15/02/1912             | Ala         | 6     | 2   |
| Valerio Bacigalupo  | Vado Ligure - 12/03/1924          | Portiere    | 5     | -8  |
| Mario Rigamonti     | Brescia - 17/12/1922              | Stopper     | 3     | -   |

## Opere di finzione sul Grande Torino
- Gli undici moschettieri: film documentario del 1952, per la regia di Ennio De Concini e Fausto Saraceni;
- Ora e per sempre: film drammatico del 2005, per la regia di Vincenzo Verdecchi;
- Il Grande Torino: miniserie TV del 2005, per la regia di Claudio Bonivento;
- Benfica-Torino 4-3: film documentario del 2012, per la regia di Andrea Ragusa e Nuno Figueiredo.